# Pietro Gerardo Jansen
Pietro Gerardo Jansen (Napoli, 28 aprile 1893 – 26 gennaio 1963) è stato un navigatore e scrittore italiano.

## Biografia
Nato a Napoli nel quartiere della Mergellina nel 1893, si laureò presso l'Istituto Universitario Orientale ed ottenne il diploma di capitano di lungo corso presso l'Istituto Nautico del capoluogo partenopeo. Grazie ai suoi studi ed ai suoi viaggi, parlava diciotto lingue, dialetti compresi.
Durante la seconda guerra mondiale fu al servizio del SIM.
Le sue esperienze lo portarono a scrivere romanzi di avventura, come "La nave del tesoro" e "L’arcipelago delle perle", alcuni reportage di viaggio, tra cui il libro del 1935 "Abissinia di oggi" (in cui arrivava a sostenere la "necessità" di una colonizzazione occidentale di quella nazione; tema che rientrava nel dibattito pubblico voluto e sostenuto dal Ministero delle colonie per giustificare la futura ed imminente aggressione italiana allo stato africano) ed un manuale nautico.

## Opere
- Vite avventurose (1925)
- Un Diario d'Amore in Oriente (1925)
- Il continente antartico e la scoperta del polo australe (1928)
- La traversata del "Flying Star" (1929)
- Abissinia di oggi (1935)
- Guida alla conoscenza dei dialetti de l'Africa Orientale (1936)
- La nave del tesoro
- L'arcipelago delle perle
- Manuale di attrezzatura navale